# Vuelta a Andalucía 1989
La 35ª edición de la Vuelta a Andalucía se disputó entre el 7 y el 12 de febrero de 1989 con un recorrido de 928,70 km dividido en un prólogo y 5 etapas, con inicio en Málaga y final en Granada. 
El vencedor, el italiano Fabio Bordonali, cubrió la prueba a una velocidad media de 36,941 km/h. La clasificación de la regularidad fue para el también italiano Paolo Rosola mientras que en la clasificación de la montaña se impuso el alemán Peter Hilse y el la de las metas volantes el español Sabino Angoitia. 

## Etapas
| Etapa   | Fecha         | Recorrido                              | Km    | Ganador de la etapa |
| Prólogo | 7 de febrero  | Málaga - Málaga                        | 3,0   | Giuseppe Saronni    |
| 1ª      | 8 de febrero  | Málaga - Benalmádena                   | 138,0 | Fabio Bordonali     |
| 2ª      | 9 de febrero  | Puerto Banús - Chiclana de la Frontera | 182,0 | Juan Carlos Jusdado |
| 3ª      | 10 de febrero | Cádiz - La Palma del Condado           | 185,0 | Paolo Rosola        |
| 4ª      | 11 de febrero | Sevilla - Santuario de Cabra           | 182,0 | Luc Roosen          |
| 5ª      | 12 de febrero | Torredonjimeno - Granada               | 136,0 | Eric Vanderaerden   |